# Sit-ins de Greensboro
Les sit-ins de Greensboro, qui ont eu lieu en 1960, sont une série d’actions directes non-violentes destinées à mettre fin à la ségrégation raciale aux comptoirs des restaurants de Greensboro, en Caroline du Nord (États-Unis).
Ces sit-ins ont conduit les magasins Woolworth à annuler leur politique de ségrégation dans le sud des États-Unis.
Bien que les sit-ins de Greensboro n’aient pas été les premiers du mouvement des droits civiques, ils se sont avérés essentiels et sont sûrement les plus connus de l’histoire du mouvement.
Ils ont permis de créer un fort sentiment national à une période cruciale de l’Histoire des États-Unis. Le restaurant initialement visé est désormais exposé à l’International Civil Rights Center and Museum (en).

## Contexte historique
Les sit-ins de Greensboro, bien que très importants et essentiels au mouvement des droits civiques, n’ont pas été les premiers.
En août 1939, l’avocat noir Samuel Wilbert Tucker (en) organise un sit-in dans une bibliothèque d’Alexandria, en Virginie, qui pratique à l’époque la ségrégation. En 1942, le Congress of Racial Equality soutient les sit-ins dans la ville de Chicago, tout comme ils ont soutenu ceux à Saint-Louis en 1949 et à Baltimore en 1952.
En 1958, un sit-in à Wichita, dans l’État du Kansas est aussi une réussite.

## Plan
Plusieurs jours avant le sit-in dans le magasin Woolworth, « les quatre de Greensboro » (comme on les appellerait bientôt) débattent pour savoir quel moyen serait le plus efficace pour attirer l’attention des médias.
Ce groupe est composé de Joseph McNeil (en), Franklin McCain (en), Ezell Blair Jr. (en) et David Richmond (en), qui sont quatre jeunes étudiants noirs de l’université agricole et technique d’État de Caroline du Nord.
Ils s’inspirent de Martin Luther King et ses principes de non-violence afin de changer la politique de ségrégation des magasins Woolworth, à Greensboro, en Caroline du Nord.
Leur plan est simple mais se veut efficace : les quatre hommes occuperont des sièges au comptoir du magasin local Woolworth et lorsqu'on refusera de les servir, ils refuseront de quitter les lieux.
Ils répéteraient ce plan jour après jour, aussi longtemps qu’il le faudrait.
Ils pensent alors que s’ils peuvent mettre les projecteurs sur le problème de la ségrégation, Woolworth se sentira obligé de mettre fin à la ségrégation.

## Événements à Woolworth
Le 1er février 1960, à 16h30, les quatre étudiants s’assoient au comptoir du restaurant, à l’intérieur du magasin Woolworth, situé au 132 South Elm Street à Greensboro. Les quatre hommes, parfois aussi appelés « les quatre d’A&T » ou « les quatre de Greensboro », achètent du dentifrice et d’autres produits à un comptoir du magasin qui ne pratique pas la ségrégation et ce sans aucun problème. On refuse ensuite de les servir au comptoir du restaurant où ils commandent chacun un café,,. Les employés, qui obéissent à la politique du magasin, refusent de servir des hommes noirs à un comptoir « réservé aux blancs ». Le manager du magasin, Clarence Harris (en), leur demande de partir.
Mais les quatre jeunes étudiants restent jusqu’à la fermeture du magasin. Le jour suivant, plus de vingt étudiants noirs, recrutés dans d’autres universités, rejoignent le sit-in. Les étudiantes de Bennett College, une université pour femmes noires à Greensboro, prennent aussi part au mouvement.
Des clients blancs interpellent les étudiants noirs, qui lisent des livres et étudient pour s’occuper, pendant que les employés refusent toujours de les servir.
Des journalistes de la presse écrite et un reporter de télévision s’intéressent au sit-in le deuxième jour. D’autres personnes aux alentours apprennent que ces événements ont lieu.
Le troisième jour, plus de soixante personnes se réunissent au magasin Woolworth.
Un communiqué publié par les dirigeants de Woolworth explique que le magasin continuera de « respecter la réglementation locale » et ne mettra donc pas fin à la ségrégation.
Le quatrième jour, plus de 300 personnes participent au sit-in.
Les organisateurs se mettent d’accord pour mettre en place un sit-in dans le magasin S.H. Kress.

## Propagation du mouvement
Tout juste une semaine après le début des sit-ins à Greensboro, des étudiants en organisent à leur tour dans d’autres villes de Caroline du Nord :
Winston-Salem, Durham, Raleigh, Charlotte. D’autres ont lieu dans d’autres états, comme au magasin Woolworth de Kensington, dans le Kentucky.
Le mouvement se propage ensuite à d’autres villes du Sud, notamment Richmond, en Virginie et Nashville, dans le Tennessee, où les étudiants du Nashville Student Movement (en) ont été formés par le militant des droits civiques James Lawson.
La plupart de ces manifestations sont pacifiques, mais des violences éclatent parfois. À Chattanooga, dans le Tennessee, des tensions éclatent entre des Blancs et des Noirs et finissent en affrontements en 1970.
À Jackson, dans le Mississippi, des étudiants de l’université Tougaloo organisent un sit-in le 28 mai 1963, comme le raconte la participante Anne Moody dans son autobiographie Coming of Age in Mississippi (en). Dans ce livre, elle décrit le traitement que les participants au sit-in ont reçu de la part des Blancs déjà assis au comptoir lorsqu’ils se sont à leur tour assis, la création d’un attroupement et la manière dont ils ont finalement réussi à sortir.
La tension continue d’augmenter à Greensboro alors que les sit-ins se poursuivent.
Les étudiants mettent en place un boycott important des magasins qui pratiquent la ségrégation à leurs comptoirs.
Les ventes des magasins ciblés par ces boycotts chutent de plus de 30 %, forçant les propriétaires à mettre fin à la ségrégation. Le lundi 25 juillet 1960, après avoir subi des pertes s’élevant à plus de 200 000 dollars américains ($
1,7 million aujourd’hui), le gérant de magasin Clarence Harris demande à trois employés noirs de quitter leur uniforme de travail et de commander de la nourriture à un comptoir.
Ils sont discrètement les premiers Noirs à être servis à un comptoir du magasin Woolworth. La plupart des magasins mettent rapidement fin à la ségrégation, même si dans d’autres villes du Tennessee, comme Nashville ou Jackson, Woolworth continue la ségrégation de ses comptoirs jusqu’en 1965, malgré de nombreuses manifestations,.

## Conséquences
Malgré des réactions parfois violentes à ces sit-ins, le résultat se révèle positif.
Par exemple, les sit-ins sont largement repris dans les médias et attirent aussi l’attention du gouvernement.
Au début du sit-in de Woolworth, le journal de Greensboro publie quotidiennement des articles sur l’importance et l’impact de ces manifestations.
Les sit-ins font aussi la une des gros titres dans d’autres villes, puisqu’ils se propagent dans d’autres villes du Sud.
Le 9 février 1960, un journal de la ville de Charlotte publie un article parlant des sit-ins se déroulant dans l’état, qui ont entraîné la fermeture de douzaine de comptoirs. Le 16 mars 1960, le président Eisenhower fait part de son inquiétude pour ceux qui se battent pour leurs droits civiques, expliquant : « Je compatis avec les efforts de n’importe quel groupe qui souhaite profiter des droits qui leur sont garantis par la Constitution. »
Ces sit-ins ont aussi contribué à la création du Student Nonviolent Coordinating Committee, (SNCC).
Dans de nombreuses villes, les sit-ins ont permis de mettre fin à la ségrégation aux comptoirs des restaurants et dans d’autres lieux publics.
Les étudiants de Nashville, qui ont commencé leurs propres sit-ins quelques jours auparavant, parviennent à mettre fin à la ségrégation aux comptoirs du centre-ville en mai 1960.
Les journaux s’intéressent au problème et suivent le mouvement à travers tout le pays, d’abord en parlant des comptoirs, puis de la ségrégation dans tous les lieux publics, notamment les transports en commun, les bibliothèques et même les musées dans le sud. Le Civil Rights Act de 1964 mandate la déségrégation dans les lieux publics.
Plus de 70 000 personnes ont participé aux sit-ins.
Le mouvement a même atteint les états du nord, tels que l’Ohio et ceux de l’est, comme le Nevada.
Les participants manifestaient contre la ségrégation dans les piscines publiques, les comptoirs, les bibliothèques, les transports en commun, les musées, les parcs et les plages.
Grâce à ces pratiques pacifistes, les étudiants peuvent se vanter d’avoir joué un rôle très important dans l’histoire du mouvement des droits civiques.
En 1993, le Smithsonian Institution a acquis une partie du comptoir de Greensboro. Le musée International Civil Rights Center & Museum (en) à Greensboro expose quatre chaises du comptoir de Woolworth, ainsi que des photos originales des quatre premiers manifestants, une chronologie des événements et les unes des journaux de l’époque.